# Вампирские хроники
«Вампи́рские хро́ники» (англ. The Vampire Chronicles) — серия романов американской писательницы Энн Райс, повествование которых вращается вокруг вымышленного персонажа Лестата де Лионкура, французского дворянина, ставшего вампиром в XVIII столетии.
Большая часть описания ведётся от первого лица и лишь немного от третьего. В 1994 г. был экранизирован первый том саги «Интервью с вампиром: Хроника жизни вампира», в главных ролях выступили Том Круз, Брэд Питт, Антонио Бандерас, Кристиан Слейтер, а также Кирстен Данст. Последующие два тома были объединены в кинофильм «Королева проклятых» 2002 г., где центральные роли исполнили Стюарт Таунсенд, Алия и Венсан Перес.
К настоящему моменту цикл романов насчитывает 80 миллионов копий по всему миру.

## Состав серии

### Вампирские хроники
- Интервью с вампиром (1976)
- Вампир Лестат (1985)
- Царица проклятых (1988)
- История похитителя тел (1992)
- Мемнох-дьявол (1995)
- Вампир Арман (1998)
- Меррик (2000)
- Кровь и золото[англ.] (2001)
- Чёрная камея (2002)
- Кровавый гимн (2003)
- Принц Лестат (2014)
- Принц Лестат и Королевства Атлантиды (2016)
- Blood Communion: A Tale of Prince Lestat (2018)

### Новые вампирские хроники
- Пандора (1998)
- Витторио-вампир[англ.] (1999)

## Мэйфейрские ведьмы
Серии «Вампирских хроник» и другого творения Райс «Мэйфейрских ведьм» имеют перекликающийся сюжет, что делает «Мэйфейрских ведьм» частью мира «Вампирских хроник».
- Час ведьмовства (1990)
- Лэшер (1993)
- Талтос (1994)
- Меррик (2000)
- Чёрная камея (2002)
- Кровавый гимн (2003)

## Характеристика вампиров
Вампиры Энн Райс несколько отличны от классических вампиров типа Дракулы. Создания Райс не могут быть убиты традиционным оружием: чесноком, распятием и деревянным колом. Как и все выдуманные вампиры, в дневное время суток они покоятся в гробах, либо склепах, так как солнечный свет может нанести вред или запросто уничтожить их, высушив дотла. Кроме того, рассвет вызывает сонливость против их желания.
Вампиры Энн Райс также нуждаются в крови: они насыщаются ею каждую ночь, однако, чем старше вампир, тем меньше он нуждается в крови, а древние создания могут годами обходиться без неё. Наиболее предпочтительна для вампиров кровь людей, однако, кровь животных также может употребляться ими, правда, не давая насыщения. Они не стареют с возрастом, наоборот, становятся твёрдыми, похожими на изваяние с гладкой, белой кожей. Вампиры моложе тысячи лет легко могут совершить акт самосожжения как на солнце, так и в огне, в отличие от более древних вампиров, с которым свести счёты с жизнью уже гораздо труднее.
Они не обладают стандартными вампирическими способностями, такими как превращение в летучую мышь, но у некоторых из них более сильных и более старых развиты сила полёта, сила чтения мыслей на расстоянии, как у смертных, так и более слабых соплеменников. Также вампиры располагают и другими умениями: способностью быстро (мгновенно для человека) и бесшумно перемещаться, большой силой и обострёнными чувствами. Древние вампиры или созданные ими могут обмениваться мыслями со своими сородичами на расстоянии и обладают способностью воспламенять вещи силой желания. У них есть много артистических талантов, к примеру, великолепный голос, мастерство живописи, актёрское умение и сверхъестественное понимание и трактовка проблем, загадок и человека.
Главное, что отличает вампиров Райс, это чрезмерная эмоциональность, впечатлительность и чувственность, что приводит к глубоким переживаниям и страстным увлечениям.
Изменения во внешности очевидны: глаза становятся яркими, кожа, бледной и твёрдой, а ногти напоминают стекло. К тому же, если им обстричь волосы или ногти, то они вырастут снова, и будут той же длины что и в их последний смертный день. Поскольку вампиры теряют все естественные телесные жидкости, они неспособны иметь детей.
В романах «Пандора» и «Вампир Арман» Дэвид Тальбот упоминает, что, будучи вампиром, может видеть духов, в то время как все другие вампиры не отличаются такой способностью. Однако, возможно это так, потому что Дэвид знаком с культом кандомбле, который изучал, будучи молодым эрудированным смертным.

### Способности
Вампиры, живущие больше тысячи лет, безусловно, являются самыми влиятельными и зовутся «Детьми Тысячелетия» (Хайман, Мекаре, Маарет, Мариус, Пандора и Маэл). Прожив нескольких сотен лет и в зависимости от силы их создателя, вампиры начинают ощущать в себе новые особые силы и возможности, упоминаемые большинством из них как «дары».
- Умственный дар — чтение мыслей людей (телепатия)
- Облачный дар — способность летать (левитация)
- Огненный дар — уничтожение органов людей на расстоянии (пирокинез)

## Персонажи хроник
Основная статья, см. Список персонажей серии романов «Вампирские хроники»

## Интерпретации

### Кинематограф
- Интервью с вампиром: Хроника жизни вампира (1994 г.)
- Королева проклятых (2002 г.)
- Интервью с вампиром (сериал)

### Театр
- «Интервью с вампиром» (балет, 1997 г.)
- «Лестат» (мюзикл, 2005 г.)

### Комиксы
- Вампир Лестат (1990)
- Королева проклятых (1991)
- Интервью с вампиром (1992)
- История похитителя тел  (1999)